# Síknegyed

Egy Descartes-féle koordináta-rendszer síknegyedei

Egy síknegyed vagy kvadráns a koordinátageometriában egy Descartes-féle koordináta-rendszerrel koordinátázott sík két koordinátatengely által határolt része. Maguk a koordinátatengelyek nem részei egyik síknegyednek sem. 
A szokásos konvenciók szerint az első kvadráns a jobb felső kvadráns (ahol mindkét koordináta pozitív). Innen elindulva az óramutató járásával szembeni forgásirányban növekvő számokat kapják a síknegyedek. A jelöléshez használhatnak római, vagy arab számokat is, így a számozás rendre I, II, III, IV; illetve 1, 2, 3, 4. 
| Kvadráns     | I       | II      | III     | IV      |
| ------------ | ------- | ------- | ------- | ------- |
| x koordináta | pozitív | negatív | negatív | pozitív |
| y koordináta | pozitív | pozitív | negatív | negatív |

Előfordulhatnak más számozások is.

## Kapcsolat a trigonometriával
A trigonometriában a szögfüggvények (szinusz, koszinusz, tangens, kotangens, szekáns, koszekáns) előjele attól függ, hogy a szög melyik síknegyedbe esik.
|             | {\displaystyle \alpha } | {\displaystyle \sin {}\alpha } | {\displaystyle \cos {}\alpha } | {\displaystyle \operatorname {tg} \alpha } | {\displaystyle \operatorname {ctg} \alpha } |
| ----------- | ----------------------- | ------------------------------ | ------------------------------ | ------------------------------------------ | ------------------------------------------- |
| 1. kvadráns | 0–90°                   | +                              | +                              | +                                          | +                                           |
| 2. kvadráns | 90–180°                 | +                              | −                              | −                                          | −                                           |
| 3. kvadráns | 180–270°                | −                              | −                              | +                                          | +                                           |
| 4. kvadráns | 270–360°                | −                              | +                              | −                                          | −                                           |

Egy teljes fordulat alatt egy-egy szögfüggvény két síknegyedben is ugyanazt az előjelet veszi fel. Például, ha {\displaystyle \sin \alpha <0}, akkor α lehet a harmadik vagy a negyedik negyedben. Tehát π < α < 2 · π illetve 180° < α < 360° 
A hajózásban és a geodéziában gyakran van szükség kvadránstáblára, illetve kvadránsalkalmazásra, hogy meghatározzanak egy irányt két pont koordinátái alapján. 
A fenti táblázat kibővítve a féltengelyekkel: 
|             | {\displaystyle \alpha } | {\displaystyle \sin {}\alpha } | {\displaystyle \cos {}\alpha } | {\displaystyle \operatorname {tg} \alpha } | {\displaystyle \operatorname {ctg} \alpha } |
| ----------- | ----------------------- | ------------------------------ | ------------------------------ | ------------------------------------------ | ------------------------------------------- |
| +x-tengely  | 0                       | 0                              | 1                              | 0                                          | {\displaystyle \pm \infty }                 |
| 1. kvadráns | (0, π/2)                | +                              | +                              | +                                          | +                                           |
| +y-tengely  | π/2                     | 1                              | 0                              | {\displaystyle \pm \infty }                | 0                                           |
| 2. kvadráns | (π/2, π)                | +                              | −                              | −                                          | −                                           |
| −x-tengely  | π                       | 0                              | −1                             | 0                                          | {\displaystyle \pm \infty }                 |
| 3. kvadráns | (π, 3π/2)               | −                              | −                              | +                                          | +                                           |
| −y-tengely  | 3π/2                    | −1                             | 0                              | {\displaystyle \pm \infty }                | 0                                           |
| 4. kvadráns | (3π/2, 2π)              | −                              | +                              | −                                          | −                                           |

## Fogászat

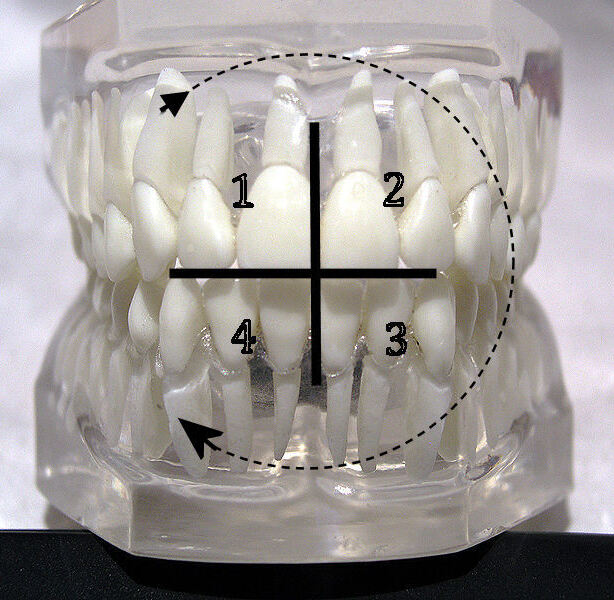
FDI-fogséma

A fogászatban egy kvadráns  egy állkapocsfél. Így a teljes fogazat négy kvadránsból áll. A számozás a síknegyedek számozását követi a páciens nézőpontjából: az első negyed a jobb felső állkapocs; a második a bal felső állkapocs; a harmadik a bal alsó állkapocs; a negyedik a jobb alsó állkapocs. Az FDI-fogsémában egy fogat a kvadráns száma és az utána írt azonosító jelöl.

## Fordítás
- Ez a szócikk részben vagy egészben  a   Quadrant című német Wikipédia-szócikk fordításán alapul.  Az eredeti cikk szerkesztőit annak laptörténete sorolja fel. Ez a jelzés csupán a megfogalmazás eredetét és a szerzői jogokat jelzi, nem szolgál a cikkben szereplő információk forrásmegjelöléseként.